# Elotuzumab
Elotuzumab ist ein monoklonaler Antikörper und wird als Arzneistoff in der Therapie des multiplen Myeloms bei bestimmten Patienten eingesetzt.

## Chemie und Eigenschaften
Elotuzumab ist ein humanisierter rekombinanter Antikörper vom Typ IgG1. Das Paratop stammt von dem Mausantikörper MuLuc63. Die Produktion erfolgt aus Mausmyelomzellen (NS0-Zellen) durch rekombinante DNA-Technologie.

## Pharmakologie

### Hintergrund
Das multiple Myelom ist eine Krebserkrankung aus der Klasse der Non-Hodgkin-Lymphome. Zugrunde liegt ein maligne entarteter Zellklon eines B-Lymphozyten. Kennzeichnend sind unter anderem eine diffuse Durchsetzung des Knochenmarks mit aktivierten B-Lymphozyten (Plasmazellen) und die Produktion pathologischer Immunglobuline. Auf der Oberfläche von Myelomzellen und bestimmten Immunzellen, den natürlichen Killerzellen (NK-Zellen), wird das Glykoprotein SLAMF7 (Signaling Lymphocyte Activation Molecule Family Member 7, CD319) gebildet.
→ siehe auch Hauptartikel multiples Myelom
SLAMF7 kommt auf verschiedenen Immunzellen vor, fehlt jedoch auf der Oberfläche von Blutstammzellen und im gesunden Gewebe.

### Wirkmechanismus
SLAMF7 dient als Target für Elotuzumab, welches sich spezifisch gegen SLAMF7 richtet. Die Bindung an SLAMF7 auf der Oberfläche der Myelomzellen markiert diese für NK-Zellen. Die Interaktion zwischen Myelom- und NK-Zellen wird erleichtert und in der Folge leiten NK-Zellen durch antikörperabhängige zellvermittelte Zytotoxizität den Tod der Myelomzellen ein. Eine Aktivierung von NK-Zellen erfolgt darüber hinaus über den Fc-Signalweg; NK- und Myelomzellen werden zusammengeführt, indem Elotuzumab an den Fc-Rezeptor der Killerzellen und SLAMF7 der Myelomzellen bindet.

### Pharmakokinetik
Bei einer Dosierung von 10 mg/ kgKG und Steady State (in Kombination mit Lenalidomid und Dexamethason) beträgt das Verteilungsvolumen circa 6,02 Liter, die Gesamt-Clearance liegt bei 0,194 l/ Tag. Die Clearance ist nichtlinear und nimmt mit zunehmender Dosierung ab. Nach Absetzen findet über einen Zeitraum von drei Monaten ein Wash-out von 97 Prozent statt.

## Anwendung
Elotuzumab ist indiziert bei erwachsenen Patienten mit multiplem Myelom. Zuvor muss mindestens eine weitere Therapie versagt haben. Die Anwendung erfolgt in Form einer intravenösen Infusion, mehrfach in 28-tägigen Zyklen. Die Standarddosis beträgt 10 mg/ kgKG. Die Therapie findet zusammen mit Lenalidomid (peroral) statt. Als Prämedikation zur Vorbeugung von Nebenwirkungen werden Dexamethason, H1-Anihistaminika, H2-Antihistaminika und Antipyretika empfohlen. Eine Therapie mit Elotuzumab wird fortgesetzt, bis die Erkrankung fortschreitet oder nicht akzeptable Nebenwirkungen auftreten.

## Wirksamkeit
Die Phase-III-Studie ELOQUENT-2 zeigte folgende Ergebnisse: Elotuzumab in Kombination mit Lenalidomid und Dexamethason reduzierte im Vergleich mit der alleinigen Therapie mit Lenalidomid und Dexamethason die Progression (Fortschreiten) oder letale Verläufe um 32 Prozent. Das progressionsfreie Überleben wurde um 21 Prozent (1 Jahr) bzw. 50 Prozent (2 Jahre) verbessert. Die Gesamtansprechrate gegenüber der Therapie mit Lenalidomid und Dexamethason alleine war ebenfalls erhöht (78,5 gegenüber 65,5 Prozent). Elotuzumab wird vorläufig als Sprunginnovation bewertet (Pharm. Ztg.).

## Unerwünschte Wirkungen
Häufigere Nebenwirkungen von Elotuzumab sind Diarrhoe, diverse Effekte die mit einer Beeinflussung des Immunsystems einhergehen (etwa Herpes Zoster, Nasopharyngitis, grippaler Infekt, Pneumonie), Lymphopenie und Gewichtsverlust. Das Risiko einer tiefen Venenthrombose ist erhöht. Das Risiko sekundärer Primärmalignome (Tumoren, welche im Zuge der Therapie entstehen) scheint erhöht zu sein, wobei dieses auch unter einer Monotherapie mit Lenalidomid bereits erhöht ist. Trotz Prämedikation können gelegentlich infusionsbedingte Reaktionen auftreten, die eine intensivere Überwachung der Vitalparameter des Patienten erfordern.

## Fertigarzneimittel
Elotuzumab erhielt eine Zulassung in den USA im Jahr 2015 sowie in der Europäischen Union und der Schweiz im Jahr 2016. Die Vermarktung erfolgt durch Bristol-Myers Squibb unter dem Handelsnamen Empliciti®. Das Arzneimittel enthält Pulver (entsprechend 300 oder 400 mg Elotuzumab) für ein Konzentrat zur Herstellung einer Infusionslösung. Die Kosten (Dtl., Stand: 2019) für eine Durchstechflasche betragen 1171,63 EUR (300 mg) bzw. 1557,58 EUR (400 mg).